# メモリーズ・オブ・マイ・マインド
『メモリーズ・オブ・マイ・マインド』(Memories of My Mind)は、大野義夫アルバム。1981年7月に日本コロムビアからリリースされた。

## 収録曲
Side 1
1. オン・ザ・ロード・アゲイン
2. 想い出のグリーン・グラス
3. カントリー・ボーイ
4. レット・イット・ビー・ミー
5. カントリー・ロード (故郷に帰りたい)
6. 信じて欲しいの
7. ラバ追いのブルース

Side 2
1. ミスティ
2. キャトル・コール
3. あなただけよ
4. OK牧場の決斗
5. ジャンバラヤ
6. 砂漠の子守唄
7. コロンバス・スタッケード・ブルース
8. スティール・ギター・ラグ

## パーソネル
- 大野義夫（ヴォーカル、ギター、バンジョー）
- 原田実（スティール・ギター）
- 野口武義（ギター）
- 島田忠男（ドラム）
- 小寺八（ベース）
- 宮城久弥（フィドル）
- ポニー浜田（バンジョー）